# Andrei Nikolajewitsch Moskwin
Andrei Nikolajewitsch Moskwin (russisch Андрей Николаевич Москвин; * 14. Februar 1901 in Sankt Petersburg, Russisches Kaiserreich; † 28. Februar 1961 in Leningrad, Sowjetunion) war ein sowjetischer Kameramann.

## Leben
Moskwin galt neben Eduard Tisse und Anatoli Golownja als der bedeutendste Bildgestalter des frühen sowjetischen Kinofilms. Seit frühester Jugend an Film interessiert, war Andrei Moskwin 1921 einer der Mitbegründer von FEKS, der „Fabrik des exzentrischen Schauspielers“, einer avantgardistischen Künstlervereinigung, die neue Wege in der darstellenden Kunst beschreiten wollte. Für FEKS fotografierte er experimentelle Kurzfilme, ab 1925 kamen abendfüllende Spielfilme hinzu.
Vor allem das Regiegespann Grigori Kosinzew und Leonid Trauberg schätzten die suggestiven Bilder Moskwins. Seine filmhistorisch wichtigste Leistung schuf Andrei Moskwin in den 40er Jahren, als er, zusammen mit Tisse, für die umfangreichen fotografischen Arbeiten zu Sergei Eisensteins monumentaler Zarenbiografie Iwan, der Schreckliche, Iwan der Schreckliche, Teil 1 und Teil 2, verantwortlich zeichnete.
Nach dem Zweiten Weltkrieg stand Moskwin nur noch gelegentlich hinter der Kamera. Meist fotografierte er prätentiöse Filmbiografien. Seine letzte bedeutende Kameratätigkeit war die zu Iossif Cheifiz’ gefeierter Tschechow-Verfilmung Die Dame mit dem Hündchen. Es war zugleich Moskwins letzter vollendeter Film. Andrei Moskwin starb 1961 zu Beginn der Dreharbeiten von Konsinzews Adaption des Shakespeare-Dramas Hamlet. Diese Arbeit wurde von seinem Kollegen Jonas Grizjus fortgesetzt.

## Filmografie (Auswahl)
- 1925: Девятое января (Dewjatoje janwarja)
- 1926: Чёртово колесо (Tschortowo kolesso)
- 1926: Die von der Straße leben (Katka bumasnij ranjet)
- 1926: Der Mantel (Шинель, Schinel)
- 1927: S.W.D. -- Der Bund der großen Tat (С.В.Д.) (S.W.D.)
- 1929: Das neue Babylon (Новый Вавилон) (Nowy Wawilon)
- 1931: Odna – Allein (Одна) (Odna)
- 1934: Maxims Jugend (Юность Максима) (Junost Maxima)
- 1937: Maxims Rückkehr (Возвращение Максима) (Woswraschtschenije Maxima)
- 1938: Auf der Wyborgseite (Выборгская сторона) (Wyborgskaja storona)
- 1940–43: Iwan, der Schreckliche, 1. Teil (Иван Грозный) (Iwan Grosny) (UA: 1944)
- 1943: Актриса (Aktrissa)
- 1944: Простые люди (Prostyje ljudi)
- 1943–46: Iwan, der Schreckliche, 2. Teil (Иван Грозный) (Iwan Grosny) (UA: 1958)
- 1946: Der Chirurg Pirogow (Пирогов) (Pirogow)
- 1951: W. G. Belinski (Белинский) (Belinski) (UA: 1953)
- 1955: Stechfliege (Овод) (Owod)
- 1956: Don Quichotte (Дон Кихот) (Don Kichot)
- 1957: Erzählungen über Lenin (Рассказы о Ленине) (Rasskasy o Lenine)
- 1959: Die Dame mit dem Hündchen (Дама с собачкой) (Dama s sobatschkoi)